# 黃育徵
黃育徵（英語：Charles Huang，1955年—），桃園大溪人，企業家。

## 生平
美國宾夕法尼亚大学華頓商學院企管碩士畢業，曾任台灣糖業股份有限公司董事長，過去亦曾擔任台橡股份有限公司董事長兼執行長、中鼎工程集團顧問、新德企業管理顧問公司負責人，並曾擔任美國博思艾倫顧問公司顧問師、美國艾克森石油國際公司石油分析師。黃育徵亦曾擔任飛達旅運執行董事。黃育徵目前亦身兼非營利機構資源循環台灣基金會的董事長。2008年黃育徵擔任飛達旅運執行董事時，曾獲選為「世界青年學生旅遊大會」董事會主席。
黃育徵從台橡公司卸任董事長後，仍不時擔任企管及策略顧問，不過開始花很多時間投入在自己有興趣的公眾事物上，特別是農業。在研究堆肥及有機蔬菜種植後，黃育徵於2011年成立台灣廚餘堆肥資源化發展協會並曾擔任理事長。
2015年，黃育徵創辦「資源循環台灣基金會 （页面存档备份，存于）」並擔任董事長；除在台灣推廣循環經濟理念之外，也希望引進新的商業模式，有鑑於天然資源有限，他期望推動將目前臺灣線性經濟、較為浪費的消費模式轉型成循環經濟的商業模式，以帶來新的經濟價值並增加創業、就業機會。在2015年9月間，黃育徵以資源循環台灣基金會創辦人及董事長身分與荷蘭貿易暨投資辦事處的紀維德代表共同簽訂意向書，期許在接下來3年的時間雙方共同在臺灣推廣循環經濟的概念，意向書提到主要的合作是循環經濟在商業上的應用，如商業模式、循環評估診斷、技術解決方案與政策工具等，雙方共享知識及經驗，期創造商機，提升經濟成長。
黃育徵也是公共政策智庫成員之一，並曾擔任新境界基金會及浩然基金會董事。
2016年9月10日，黃育徵接任台灣糖業股份有限公司董事長，任內配合政府規劃了生態平衡、環保與綠色概念的經營方針。他上任後推動在屏東縣東海豐畜殖場斥資新台幣6.8億元，打造全台首座現代化綠能養豬場，希望達到資源零廢棄、環境零污染、公安零工安的目標，讓養豬不再有臭味，並將豬糞尿等廢棄物、廢水變成資源，該項計畫於2018年2月8日動工。新的畜殖場將採密閉水濂式豬舍，並規劃沼氣處理中心，環境教育豬場、水資源再利用等。畜殖場於2020年7月14日舉行啟用典禮。黃育徵任內亦催生台糖沙崙智慧綠能循環建築，該案於2019年4月9日正式動土。黃育徵於2019年6月中旬，因個人生涯規劃，請辭台糖公司董事長。

## 著作
- 黃育徵. . 天下雜誌股份有限公司. 2017-01-19. ISBN 9789863982296.
- 黃育徵、陳惠琳. . 天下雜誌股份有限公司. 2021-01-15. ISBN 9789863986478.